# A magyar festészet mesterei
A magyar festészet mesterei egy 21. századi magyar művészettörténeti könyvsorozat. Ez a szócikk a Kossuth Kiadó gondozásában, a Magyar Nemzeti Galériával közösen összeállított, Budapesten 2009–2010-ben és 2014–2015-ben összesen 47 kötettel megjelent sorozat könyveinek listáját tartalmazza.

## Jellemzői
A kiadó eredetileg 18 kötet megjelentetését tervezte, a nagy érdeklődésre tekintettel azonban folytatta a kiadást és 2009–2010-ben az 1. sorozatban végül 27 kötetet jelentetett meg. Az igényes kivitelű, keménytáblás, 80 oldalas, jó minőségű lapokra nyomtatott kötetek a Magyar Nemzeti Galéria munkatársainak közreműködésével mutatják be a magyar festészet nagyjainak kiemelkedő műveit, megismertetik az olvasóval az alkotások keletkezésének körülményeit, történetét és a festők sokszor kalandos életútját. Az életrajzok a legmodernebb kutatásokra és értékelésekre támaszkodnak, hiteles pályaképet adnak a kötet festőjéről, a beválogatott képek pedig sokoldalúan illusztrálják az elmondottakat és bevezetnek az adott festő világába. A két sorozatban mintegy 2000-2500 festmény és rajz reprodukciója jelent meg.
A válogatásba a művészettörténeti értékkel bíró klasszikusok kerültek be, elsősorban a historizmus és a századforduló mesterei. A szövegek a pályaíveket követik, érzékletes jellemrajzzal, gyors műelemzésekkel és jól válogatott illusztrációkkal kiegészítve. A jó minőségű festményreprodukciók zömében a Nemzeti Galéria gyűjteményéből származnak. A sorozat főszerkesztője Bereczky Loránd volt. A kiadásban  a KOGART, a Kieselbach és a Virág Judit Galériával is együttműködtek. Az 1. sorozat köteteinek mintegy 8000 előfizetője volt, és az egyes darabokat 13–15000-en vásárolták meg, amely művészeti könyv esetében példátlanul magas számnak tekinthető.

## Az 1. sorozat kötetei
Az I. sorozat a következő köteteket tartalmazza, a sorozat azonosítója: ISBN 978-963-09-5924-7.
- 1. Szinyei Merse Pál[4]
- 2. Munkácsy Mihály[5][6]
- 3. Székely Bertalan[7]
- 4. Paál László[8][9]
- 5. Zichy Mihály[10][11]
- 6. Ferenczy Károly[12][13]
- 7. Rippl-Rónai József[14][15]
- 8. Lotz Károly[16]
- 9. Vaszary János[17][18]
- 10. Barabás Miklós[19]
- 11. Czóbel Béla[20][21]
- 12. Csontváry Kosztka Tivadar[22][23]
- 13. Id. Markó Károly[24]
- 14. Benczúr Gyula[25]
- 15. Mednyánszky László[26]
- 16. Kondor Béla[27]
- 17. Aba-Novák Vilmos[28]
- 18. Egry József[29]
- 19. Derkovits Gyula[30]
- 20. Vajda Lajos[31]
- 21. Gulácsy Lajos[32]
- 22. Bernáth Aurél[33]
- 23. Szőnyi István[34]
- 24. Csók István[35]
- 25. Barcsay Jenő[36]
- 26. Iványi-Grünwald Béla[37]
- 27. Kohán György[38][39]

## A 2. sorozat kötetei
A sorozat folytatásában 2014–2015-ben újabb 20 kötet jelent meg, a megjelent könyvek több mint kétharmada a modern magyar művészet kiválóságait mutatja be. A 2. sorozat vezető szerkesztője Rappai Zsuzsa.
- 1. Madarász Viktor[42]
- 2. Fényes Adolf[43]
- 3. Hollósy Simon[44][45]
- 4. Koszta József[46]
- 5. Berény Róbert[47]
- 6. Czigány Dezső[48][49]
- 7. Mészöly Géza[50]
- 8. Tihanyi Lajos[51]
- 9. Nemes-Lampérth József[52]
- 10. Márffy Ödön[53]
- 11. Kernstok Károly[54]
- 12. Perlrott-Csaba Vilmos[55]
- 13. Kmetty János[56]
- 14. Dési Huber István[57]
- 15. Kádár Béla[58]
- 16. Mattis Teutsch János[59]
- 17. Scheiber Hugó[60]
- 18. Ámos Imre[61]
- 19. Bálint Endre[62]
- 20. Victor Vasarely[63]